# Polystachya caespitifica
Polystachya caespitifica är en orkidéart som beskrevs av Friedrich Fritz Wilhelm Ludwig Kraenzlin. Polystachya caespitifica ingår i släktet Polystachya och familjen orkidéer.

## Underarter
Arten delas in i följande underarter:
- P. c. caespitifica
- P. c. hollandii
- P. c. latilabris